# 熊剑啸
熊剑啸（1922年—），艺名小玉山，男，湖北汉阳人，中国楚剧表演艺术家、导演。曾任中国戏剧家协会理事。